# أديسون هيولت
أديسون هيولت هو محامي وسياسي أمريكي، ولد في 1912، وتوفي في 1989. نشط حزبياً في الحزب الديمقراطي. وقد انتخب عضو مجلس نواب كارولينا الشمالية ‏.